# Ottavio Navarra
Ottavio Navarra (Castelvetrano, 6 luglio 1965) è un politico italiano.

## Biografia
La sua famiglia, originaria di Gibellina, dopo il terremoto del 1968 è costretta a trasferirsi a Petrosino.
Si iscrive alla Facoltà di Giurisprudenza di Palermo dove viene eletto rappresentante degli studenti sia nel Consiglio di Facoltà che nel Consiglio di Amministrazione dell'Università degli Studi di Palermo.
È stato uno dei leader del movimento della Pantera e corrispondente da Marsala del quotidiano palermitano L'Ora.

### Attività politica
Nel 1992 viene eletto segretario regionale della Sinistra Giovanile della Sicilia.
Alle elezioni politiche del 1994 viene eletto alla Camera dei Deputati, nella circoscrizione Sicilia 1, nelle quote proporzionali del Partito Democratico della Sinistra.
Nel 1996, dopo lo scioglimento del Parlamento, decide di non ricandidarsi alla Camera dei Deputati, ma punta sull'Assemblea Regionale Siciliana, dove viene eletto con 10.064 voti di preferenza nel collegio di Trapani nelle liste del Partito Democratico della Sinistra.
Nel novembre del 1998 una sentenza del Tribunale civile di Palermo lo dichiara ineleggibile per non avere presentato le dimissioni dal Parlamento almeno 90 giorni prima delle elezioni regionali (data in cui le camere erano già state sciolte) e quindi decade dalla carica di deputato all'ARS.
Nel 2000 viene eletto segretario cittadino dei Democratici di Sinistra di Marsala ed entra nella segreteria regionale dei DS guidata da Claudio Fava.
Alle elezioni amministrative del 2001 viene eletto consigliere comunale di Marsala.
Alle elezioni amministrative del 2007 si candida alla carica di Sindaco di Marsala con i cosiddetti "cespugli" del centrosinistra, non riuscendo però a superare il primo turno ma ottenendo 9.320 voti, risultato ben superiore al numero di voti delle liste che lo sostenevano.
Nell'estate del 2009, sebbene non sia iscritto al partito, il suo nome circola come possibile candidato dell'area Bersani a Segretario Regionale del Partito Democratico in Sicilia alle elezioni primarie. Alla fine viene candidato Bernardo Mattarella, che Navarra sostiene candidandosi alle primarie per il rinnovo dell'assemblea regionale del PD.
Il 29 luglio 2017 viene proposta la sua candidatura alla presidenza della Regione Siciliana, sostenuto da movimenti e collettivi civici e Azione Civile, Partito Comunista Italiano, Possibile, Risorgimento Socialista  e dal Partito della Rifondazione Comunista. Il successivo 4 settembre, con una nota congiunta firmata assieme a Claudio Fava, comunica l'intenzione di ritirarsi dalla corsa a favore di quest'ultimo, scelto come candidato della sinistra unita. Nel corso dell’assemblea regionale delle forze politiche e dei movimenti che sostengono la candidatura di Claudio Fava per la presidenza della Regione Siciliana, svoltasi il 10 settembre a Palermo, Claudio Fava indica Navarra come candidato alla vicepresidenza della Regione.
Candidato consigliere in provincia di Palermo, Navarra ottiene 2565 preferenze senza essere eletto.

### Attività editoriale
Nel 2003 fonda Marsala c'è, unico esempio di quotidiano cittadino free press di impegno civile, e la casa editrice Navarra Editore. Nel settembre del 2007, con la nuova sede palermitana, la casa editrice si specializza in editoria libraria con pubblicazioni di narrativa e saggistica dedicate a tematiche sociali e antimafia. Dal 2011 è tra i promotori del festival dell’editoria indipendente Una marina di libri.

## Curiosità
Viene citato nelle canzoni La banda del sogno interrotto e Grande famiglia dei Modena City Ramblers.